# ФК Трешњевка Загреб
НК Трешњевка је фудбалски клуб из Загреба, Хрватска, и тренутно се такмичи у Четвртој лиги Хрватске - група „А“ средиште. Клуб је основан 1926. године.

## Успеси
Клуб је три сезоне био члан 1. савезне лиге Југославије: 
- 1963/64 — 11. место
- 1964/65 — 14. место
- 1965/66 — 16. место

## НК Трешњевка у европским такмичењима
| Сезона   | Такмичење             | Коло    | Држава      | Клуб       | Резултат |
| -------- | --------------------- | ------- | ----------- | ---------- | -------- |
| 1963/64. | Куп сајамских градова | 1. коло | Португалија | Белененсеш | 0:2, 1:2 |